# Feuerwehr Neubrandenburg
Die Feuerwehr Neubrandenburg besteht aus einer Berufs- und zwei Freiwilligen Feuerwehren. Sie ist verantwortlich für den Brandschutz, die Technische Hilfeleistung und die Brandbekämpfung in der Stadt Neubrandenburg.

## Berufsfeuerwehr
Die Berufsfeuerwehr stellt im 24-Stunden-Betrieb den abwehrenden Brandschutz und im 12- bzw. 8-Stunden-Betrieb den Rettungsdienst bereit. Der Wachzug besteht aus zwei Hilfeleistungslöschgruppenfahrzeugen 20/16, einer Drehleiter mit Korb 23-12, einem Einsatzleitwagen (C-Dienst), einem Kommandowagen (B-Dienst), einem Rettungswagen und einem Notarzteinsatzfahrzeug. Die Schichtstärke liegt bei 17 Einsatzkräften sowie ein Notarzt pro Dienstschicht. Die Berufsfeuerwehr wurde von Mai bis August 1945 aufgebaut und geht aus der Freiwilligen Feuerwehr Neubrandenburg hervor. Der erste Leiter der Berufsfeuerwehr war Erich Grollmus.

### Brandschutz
Der Brandschutz wird rund um die Uhr durch einen Löschzug sichergestellt, bestehend aus fünf Einsatzfahrzeugen mit insgesamt 15 Einsatzkräften.

### Rettungsdienst

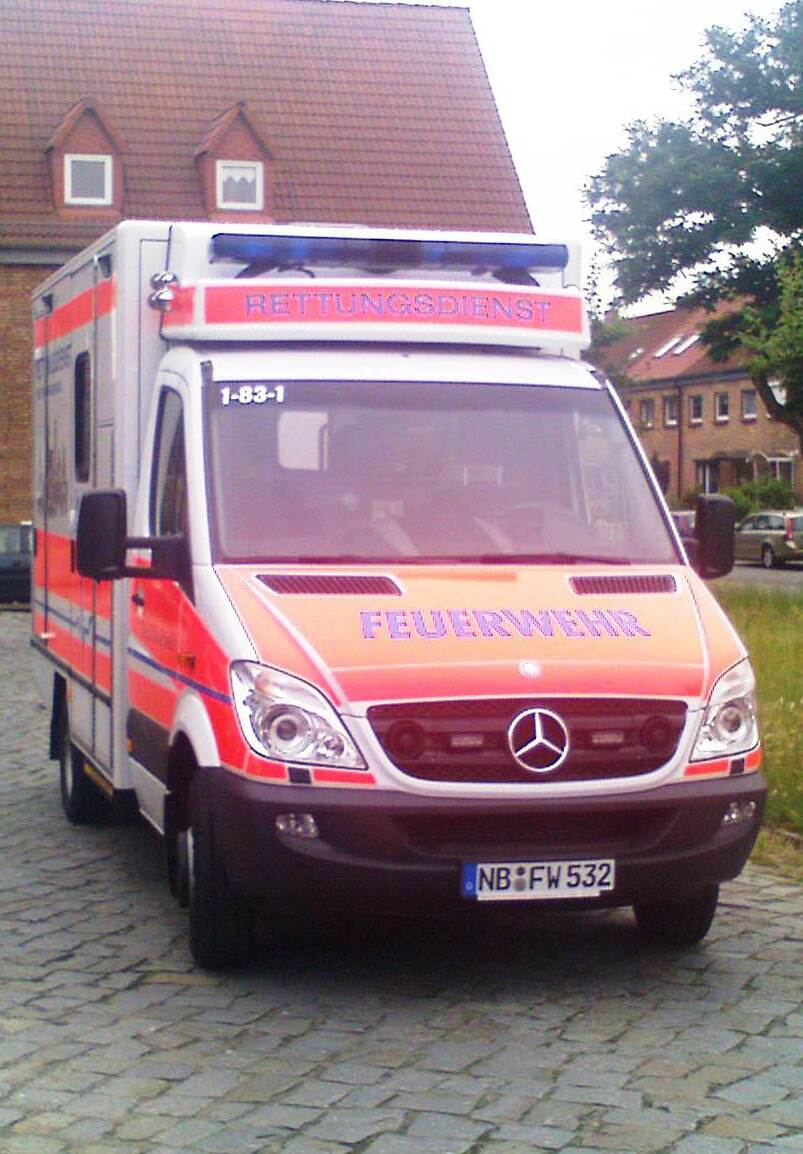
RTW der BF Neubrandenburg

Die Berufsfeuerwehr beteiligt sich seit 1992 am Rettungsdienst. Es stehen rund um die Uhr ein Rettungswagen und ein Notarzteinsatzfahrzeug zur Verfügung, der Notarzt wird vom örtlichen Klinikum gestellt, sowie von vier Notärzten, die bei der Berufsfeuerwehr Angestellte sind. Ein weiterer Rettungswagen steht jeweils beim DRK und beim Medical-Service Neubrandenburg.

### Fuhrpark (Stand: 12/2018)
- 3 Kommandowagen
- 1 Einsatzleitwagen 1
- 2 Hilfeleistungslöschgruppenfahrzeug 20/16
- 1 Drehleiter mit Korb 23-12 (mit Gelenk)
- 1 Tanklöschfahrzeug 4000
- 2 Rettungswagen
- 2 Notarzteinsatzfahrzeuge
- 1 Mannschaftstransportfahrzeug
- 1 Kleineinsatzfahrzeug (Gerätewagen)
- 1 Gerätewagen Atemschutz
- 1 Gerätewagen Gefahrgut 2
- 1 Wechselladerfahrzeug
- 2 Rettungsboote mit Trailer
- 1 Anhänger SEG-Material
- 1 Anhänger Löschwasserversorgung
- 1 Anhänger Schaum
- 1 Anhänger Bahn
- 1 Anhänger Atemschutz/Strahlenschutz
- 1 Anhänger Umwelt
- 1 Anhänger Pritsche
- 2 Anhänger Tierrettung
- 1 Gabelstapler
- 1 Multifunktionstraktor
- Diverse Abrollbehälter

### Leiter der Feuerwehr
Der Leiter der Feuerwehr ist seit dem 30. April 2024 Oliver Behm und löste damit Brandoberrat Frank Bühring, der in den Ruhestand gegangen war, ab.
Ehemalige Leiter der Feuerwehr:
- vom 21. September 2007 bis 30. April 2024 Brandoberrat Frank Bühring
- bis 21. September 2007 Brandoberamtsrat Dieter Behrends

## Freiwillige Feuerwehr
Auf der Plenarsitzung des Männer-Turnvereins am 25. September 1866 wurde die Freiwillige Feuerwehr Neubrandenburg gegründet, erster Wehrleiter war Kaufmann Woellert. Die Freiwillige Feuerwehr Neubrandenburg besteht aus zwei Wehren mit jeweils einem Wachstandort. Die Freiwillige Feuerwehr Neubrandenburg Innenstadt in der Ziegelbergstraße 50 teilt sich den Standort mit der Berufsfeuerwehr. Der zweite Standort befindet sich in der Neubrandenburger Oststadt im Markscheiderweg 13.

### Jugendfeuerwehr
Die Jugendfeuerwehr der Feuerwehr Innenstadt, so wie sie aktuell besteht, wurde am 1. Juni 1991 gegründet. Die Jugendfeuerwehr der Feuerwehr Oststadt wurde am 18. September 1993 gegründet. Der Ursprung der Jugendfeuerwehr Neubrandenburg geht auf den Oktober 1964 zurück, mit der Gründung der „Pionierbrandschutzaktiv“, die von einer Kameradin der Freiwilligen Feuerwehr betreut wurde.

### Fuhrpark
Die Freiwillige Feuerwehr besitzt insgesamt elf Einsatzfahrzeuge und zwei Anhänger, wovon vier Fahrzeuge sowie die zwei Anhänger für den Katastrophenschutz vorgesehen sind (Stand: 12/2018).

#### Fuhrpark Innenstadt
- 1 Mannschaftstransportfahrzeug MTF
- 1 Löschgruppenfahrzeug 16/12
- 1 Tanklöschfahrzeug 16/25
- 1 Drehleiter mit Korb 23-12
- 1 Gerätewagen Wasserrettung
- 1 Mehrzweckboot mit Trailer
- 1 Einsatzleitwagen 2

#### Fuhrpark Oststadt
- 1 Mannschaftstransportfahrzeug MTF
- 1 Löschgruppenfahrzeug 16/12
- 1 Tanklöschfahrzeug 16/25
- 1 ABC-Erkundungskraftwagen
- 1 Gerätewagen Dekontamination Personal
- 1 Anhänger Dekontamination Fahrzeuge